# Клинци из нашег дворишта
Клинци из нашег дворишта је америчка анимирана телевизијска серија коју је створио господин Варбуртон за Картун Нетворк и 13. по реду цртани филм из цртаћа. Серија се фокусира на авантуре групе од пет десетогодишњака који раде из високотехнолошке куће са дрвећем, борећи се против одраслих и тинејџера зликовцима напредном технологијом 2 × 4. Користећи своја кодна имена (број 1, 2, 3, 4, и 5), они су Сектор В, део глобалне организације која се зове Клинци из нашег дворишта. Број 1 је ћелав, проницљив, без глупости, супер вешт британско-амерички дечак Најџел Уно, вођа Сектора В. Број два је буцмаст, комичар, интелектуалац, ентузијастички, нервозни немачко-амерички дечак Хоги Гилиган Јр. број 3 је чудна, срећно јапанско-америчка девојчица Куки Санбан. Број 4 је кратковидни, често ирационални, аустралско-амерички дечак Валаби Битлс. број 5 је интелигентна, отпуштена, високо квалификована афроамеричка девојчица Ебигејл Линколн.
Серија је настала као резултат анкете гледалаца Картун Нетворка.. Трајало је од 2002. до 2008. са шест сезона и 78 епизода. Два ТВ филма су емитована, Операција: Н.У.Л.А  емитован 2006. године и Операција: И.Н.Т.Е.Р.В.Ј.У.И., која је емитована као финале серије 2008. године.
Клинци из нашег дворишта добио је углавном позитивне критике и био је једна од најпопуларнијих и најуспешнијих емисија Картуна Нетворка 2000-их. Две видео игре, Операција С.О.Д.А. и Операција В.И.Д.Е.О.И.Г.Р.И.Ц.А. објављени су на основу серије. Објављена је и шачица осталих игара цртаних мрежа са ликовима. Серија је такође видела издања на ДВД-у, и као део серије Клинци из нашег дворишта и као додатак другим ДВД-има за компилацију Картун Нетворк-а.
На српски језик је синхронизована за DVD издања Hollydan works-а 2008. године. Синхронизацију је радио студио Мириус.

## Радња
Емисија се врти око групе од пет малишана - Број 1 (Најџл Уно), Број 2 (Хоги П. Гилиган, Јр.), Број 3 (Куки Санбан), Број 4 (Валаби Битлс) и Број 5 (Ебигејл Линколн), који су главни домаћи оперативци онога што је познато као Сектор В, који је део светске организације у стилу шпијунаже под називом Клиниц из нашег дворишта. Њихова мисија је борба против злочина над децом (као што су домаћи задаци и гарање), од којих многе вољно почине „зли“ одрасли, старији грађани, тинејџери и друга деца.
Након периода обуке, сваки члан Клинци из нашег дворишта бира број или алфанумерички код (намерно се изговара и пише „број“) и шаље се у „сектор“ који им служи као матична база. Седиште сектора ', попут неких база и објеката организације, су куће са дрвећем, с тим да је и кућа дрвећа и дрво смешних размера и често одговарају њиховом окружењу. Ово укључује базу изграђену испод арктичке ледене полице и базу уграђену у велику борову шуму. Главно седиште Клинци из нашег дворишта је Месечева база. Деца следе своју заклетву да штите другу децу и боре се са одраслом до 13-те године, када су „избачена из затвора“, процес брисања сећања на било коју прошлу активност КНД-а и упозоравање њихових мисли. Таква пракса неизбежно је довела до стварања многих зликоваца КНД-а који су избегли разградњу (посебно Кри; претходно познатији као Број 11 и Број 5-ова старија сестра и Чад; раније познат као Број 274 и врховни командант Клинци из нашег дворишта).
Касније се показало да је пракса строге разградње с 13 година подложна изузецима: деци која су се показала као изванредни агенти нуде се шансе да се наставе у КНД-у као шпијуни који се инфилтрирају у тинејџерску организацију. Искључивање се такође показало реверзибилним због модула „поновног пуштања у погон“ који се користи четири пута у низу (једном у раду: К.Р.А.Ј и три пута у раду: Н.У.Л.А).
КНД агенти користе велику лепезу механичких, електронских направа, оружја и машина, а заједнички се називају 2к4 (две по четири) технологије. КНД-ова 2к4 технологија првобитно је замишљена као конструирана из низа објеката, углавном укључујући оне који се налазе у заједничким домаћинствима; теме којој се њихова технологија и даље придржавала. Међутим, како је серија напредовала, врста објеката од којих је израђена њихова технологија постајала је већа, а састојала се од ствари попут великих возила и малих зграда. И не само то, већ и сложеност њихове технологије, као што је њихово одбрамбено наоружање и превозно средство, напредовала је до апсурдних нивоа да се сматрају научном фантастиком, упркос томе што је и даље конструисана из свега, осим од поменутог асортимана предмета. Неки оперативци КНД-а такође носе кациге, а неке сличне су кацигама кабута или самураја, пример је шлем врховног вође Број 362.

## Улоге
| Име лика                                 | Глас             |
| ---------------------------------------- | ---------------- |
| Број 1/Најџел Уно                        | Бенџамин Дискин  |
| Број 2/Хогард Пенвистел Хоги Гилиган Јр. | Бенџамин Дискин  |
| Број 3/Куки Санбан                       | Лорен Том        |
| Број 4/Валаби Битлс                      | Ди Бредли Бејкер |
| Број 5/Ебигејл Аби Линколн               | Кри Самер        |